# Neutronio
El neutronio, también llamado «elemento cero» es un término creado por Andreas von Antropoff en 1926, varios años antes del descubrimiento del neutrón, para referirse a una sustancia teórica formada solo por neutrones, es decir, un elemento químico sin protones, que ocuparía el número atómico cero en la tabla periódica. Este elemento ficticio ha sido usado ampliamente en la ciencia ficción para referirse a una fase de la materia extremadamente densa.

Neutronio

Como término científico aceptado, se llama neutronio a la masa compacta de neutrones que se forma en el interior de las estrellas de neutrones. La masa se forma cuando los núcleos sobrecargados de neutrones los pierden, dejándolos libres. La masa creada por dichos neutrones es el neutronio.

## Neutronio y la tabla periódica
El término "neutronio" fue acuñado en 1926 por el profesor Andreas von Antropoff para designar una forma de materia formada por neutrones sin protones, los cuales se corresponderían con el elemento químico de número atómico cero, a la cabeza de su nueva versión de la tabla periódica. Posteriormente se colocó en el medio de varias representaciones en espiral del sistema periódico para la clasificación de los elementos químicos, tales como los de Charles Janet (1928), E. I. Emerson (1944), John D. Clark (1950) y en la Galaxia química de Philip Stewart (2005).
Aunque el término se utiliza en la literatura científica ya sea para designar una forma condensada de la materia, o un elemento, hay algunos artículos que, además del neutrón libre, afirman que pueden existir dos formas de neutrones enlazados, sin protones. Sin embargo, estos informes no han sido conformados adicionalmente. Se puede encontrar más información en los artículos siguientes:
- Mononeutrón: Los neutrones aislados sufren desintegración beta con una vida media de aproximadamente 15 minutos (periodo de semidesintegración de aproximadamente 10 minutos), convirtiéndose en protones (núcleos de hidrógeno), electrones y antineutrinos.

- Dineutrón: El dineutrón, que contiene dos neutrones, fue observado de modo inequívoco en la desintegración del berilio-16 en el año 2012, por investigadores de la Universidad Estatal de Míchigan.[5] No se trata de una partícula ligada, pero se había propuesto como un estado que se produciría con una vida extremadamente corta en reacciones nucleares en las que participa el tritio. Se ha sugerido que tendría una existencia transitoria en reacciones nucleares producidas por helio que dan lugar a la formación de un protón y un núcleo con el mismo número atómico, pero el núcleo del objetivo tendría un número de masa dos unidades mayor. Ha habido evidencia de emisión de dineutrones a partir de elementos ricos en neutrones, como Be-16 donde la descomposición del mononeutrón daría lugar a un isótopo menos estable. La hipótesis del dineutrón había sido utilizada en reacciones nucleares con núcleos exóticos durante mucho tiempo.[6] Varias aplicaciones del dineutrón en reacciones nucleares se pueden encontrar en artículos de revisión.[7][8] Su existencia ha demostrado ser relevante para la estructura nuclear de los núcleos exóticos.[9] Un sistema compuesto por solo dos neutrones no está enlazado, a pesar de que la atracción entre ellos es casi suficiente para mantenerlos así.[10] Esto tiene algunas consecuencias sobre la nucleosíntesis y la abundancia de los elementos químicos.[7][11]

- Trineutrón: El estado trineutrón, que constaría de tres neutrones unidos, no ha sido detectado, y no se espera que exista aunque sea por un breve periodo de tiempo.

- Tetraneutrón: Un tetraneutrón es una partícula hipotética que consta de cuatro neutrones unidos. Los informes sobre su existencia no han sido replicados. Si se confirmase, sería necesario revisar los actuales modelos nucleares.[12][13]

- Pentaneutrón: Los cálculos indican que el estado hipotético pentaneutrón, que consistiría en un racimo de cinco neutrones, no estaría enlazado.

- Y así sucesivamente, hasta el icosaneutrón, con 20 neutrones.[14]

Aunque no lo llama "neutronio", la Nuclear Wallet Cards del National Nuclear Data Center enumera como su primer "isótopo", un "elemento" con el símbolo n y el número atómico Z = 0 y número másico A = 1. Se describe que este isótopo se iría desintegrando, para dar el elemento hidrógeno, con una vida media de 10,24 ± 0,02 minutos. El símbolo Nt ha sido propuesto para el neutronio, aunque esto se usa en la literatura científica. Algunos autores también prefieren llamar "Neutrio" a la materia de neutrones, con el fin de respetar la convención -onio.

## Neutronio en la ciencia ficción
En la Saga Original de Star Trek los científicos de la Federación conocían su existencia desde mediados del siglo XXII, si bien la tecnología necesaria para manipularlo no se desarrollaría hasta bien entrada la Centuria XXIV. Dadas las dificultades técnicas que implica su manejo, el neutronio se utiliza poco, y siempre en proyectos muy puntuales. No obstante, la aparición de la amenaza Borg obligó a la Federación a acelerar sus investigaciones sobre el empleo de neutronio en la construcción de cascos para naves estelares. En aleación con el castrodio, el neutronio se utilizó para construir el casco de la USS Defiant, nave de combate experimental, diseñada para enfrentarse con los poderosos cubos borg. El gran reto para la División de Ingeniería de la Flota Estelar es diseñar y construir una nave con el fuselaje de neutronio sólido, lo que conferiría a ésta una gran resistencia ante cualquier tipo de descargas energéticas coherentes, aun sin la protección de los deflectores de combate. Esto no se ha logrado hasta la fecha. Sin embargo, se sabe que una avanzadísima civilización extragaláctica, posiblemente extinta, empleaba neutronio sólido para construir sus vehículos estelares, como quedó demostrado en 2267, fecha estelar 4202, 9, cuando la nave Enterprise de James Tiberius Kirk se enfrentó a una gigantesca máquina de guerra automatizada, cuyo casco estaba compuesto de dicha materia, la denominada máquina del día del juicio final, enteramente construida de neutronio sólido, registrada por las cámaras de la USS Enterprise 1701.
(Mencionado en LA MÁQUINA DEL DÍA DEL JUICIO FINAL (The Doomsday Machine), sexto episodio de la segunda temporada de TOS y trigésimo sexto del conjunto de la serie).
En la saga Stargate el neutronio es un elemento básico en la tecnología Asgard y esencial para construir replicantes humanos. Superdenso, el neutronio está completamente compuesto de neutrones supercondensados que son verdaderamente más densos que casi cualquier otra materia. Increíblemente raro, el neutronio es el único inhibidor conocido de las poblaciones Asgard y Replicantes, y solo se encuentra en los núcleos de las superfrías estrellas de neutrones; pedazos de materia oscura que por otra parte parecen ser planetoides normales. El Comandante Supremo Thor declaró una vez que su mundo natal Orilla fue la única fuente regular de remanente de neutronio en la galaxia Ida. 
Se reveló que los Asuranos también hacen uso del neutronio para crear nanocitos y la Tierra ha adquirido neutronio para crear nanocitos en su propia investigación de la tecnología.
En el mod HBM's Nuclear Tech Mod para Minecraft Java 1.7.10 y 1.12.2, el Dineutronio es un material para las etapas finales del juego, pudiendo craftear singularidades o armas futurísticas.